# Trianonski sindrom
Trianonski sindrom ali trianonska travma (madžarsko Trianon szindróma ali Trianon trauma) je ime družbenega pojava, na katerega je mogoče naleteti predvsem na Madžarskem. Gre za zamero zaradi posledic trianonske pogodbe in prepričanje, da je bila Madžarska v preteklosti na boljšem kot je dandanes. Trianonska pogodba je bila mirovna pogodba po prvi svetovni vojni, s katero je Ogrska izgubila več kot dve tretjini svojega ozemlja v korist Avstrije, Češkoslovaške, Italije, Kraljevine Srbov, Hrvatov in Slovencev (kasneje preimenovane v Jugoslavijo), Poljske in Romunije. Za trianonski sindrom se misli tudi, da je prisoten v nekaterih od teh držav in njih naslednic kot vzrok za strah pred madžarskim revizionizmom. 
Trianonski sindrom je imel velik pomen na Madžarskem od leta 1920 do 1945, ko je državo okupirala Sovjetska zveza, ponovno pa se je pojavil po koncu sovjetskega vpliva leta 1990; madžarska družba je dandanes razdeljena na ljudi, ki jih še trianonska pogodba še vedno zaposluje, in na tiste, ki jo želijo pozabiti. V zadnjih letih so nacionalistični in populistični politiki na Madžarskem izkoriščali trianonski sindrom, med njimi zlasti Fidesz, vladajoča politična stranka v državi, in Viktor Orbán, sedanji predsednik vlade Madžarske, s komemoracijami, nacionalističnimi shodi in postavljanjem spomenikov.
Madžarski mediji med drugim nakazujejo, da je trianonski sindrom najti tudi v Romuniji, med politiki in nacionalističnimi intelektualci. Ko se je bližala stoletnica podpisa pogodbe, se je v romunskih medijih povečalo število člankov na to temo. Poleg tega se je romunski politik Titus Corlățean zavzemal za razglasitev 4. junija za dan Trianonske pogodbe, v slavo pridružitve Transilvanije Romuniji. Ta praznik je na koncu 18. novembra 2020 razglasil takratni predsednik Romunije Klaus Iohannis.
Upravno razdelitev Slovaške, ki škodi madžarski manjšini v državi, in nepriznavanje razglasitve neodvisnosti Kosova s strani Romunije in Slovaške so madžarski mediji prav tako pripisali trianonskemu sindromu.